# Taurusgebirge
Das Taurusgebirge, kurz nur der Taurus, (türkisch Toros Dağları, kurdisch Çiyayên Torosê, altgriechisch ὄρη Ταύρου) ist ein rund 1500 km langer, in der Türkei gelegener Teil eines komplexen alpidischen Kettengebirgssystems in Vorderasien, das das anatolische Hochland vom Mittelmeer und vom mesopotamischen Tiefland trennt. Diese Gebirgsketten teilen sich insbesondere im Südwesten und im Osten der Türkei in komplex verlaufende Gebirgszüge auf, deren Anfang und Ende nicht eindeutig zu bestimmen sind. Insgesamt ist das Taurusgebirge Teil des Alpidischen Gebirgssystems.

## Benennung und Gliederung des Taurus
Es gibt keine allgemeingültige Übereinstimmung über die Ausdehnung und Untergliederung des Begriffes Taurus, was wohl darauf zurückgeht, dass der aus der Antike stammende Begriff im Laufe der Geschichte unterschiedlich weite Bereiche der Gebirge umfasste. In der Antike, etwa bei Eratosthenes, umfasste der Taurus auch die im Osten anschließenden Gebirgszüge des Elburs, des Hindukusch und sogar des Himalaya, die in der damaligen Weltsicht als durchgehender Gebirgszug angesehen wurden.
Nach der offiziellen türkischen Sicht beginnt der Taurus im Südwesten der Türkei, folgt großteils der Mittelmeerküste und verläuft nördlich von Syrien bis zur östlichen Grenze der Türkei. Er wird unterteilt in den Westlichen, den Mittleren und den Südöstlichen Taurus.
Dem folgt weitgehend z. B. der Diercke Universalatlas. Andere haben bei gleicher Ausdehnung eine geringfügig abweichende Benennung, z. B. Westlicher Taurus, Taurus und Östlicher Taurus. Manche lassen den Östlichen Taurus südlich des Vansees enden. Andere benennen als Taurus nur den Abschnitt zwischen den Buchten von Antalya und Mersin, vermerken im Osten aber den Güney Doğu Toroslar (ohne Übersetzung). Wieder andere stimmen darin überein, als Taurus (Toros Dağları) nur den Abschnitt zwischen Antalya und Mersin zu betrachten und im Osten den Güney Doğu Toroslar zu nennen, der aber nicht als Südöstlicher Taurus übersetzt wird, sondern gemäß alter Tradition als Armenischer Taurus wiedergegeben wird (obwohl das heutige Armenien rund 250 km entfernt liegt). Eine weitere Version lässt den Taurus erst nördlich des Kap Anamur, etwa auf halbem Weg zwischen Antalya und Mersin beginnen, der sich dann aber nach Nordosten bis zum Oberlauf des Euphrat an der Keban-Talsperre in der Provinz Elazığ erstreckt und sich überlappt mit dem weiter südlich beginnenden Äußeren Östlichen Taurus, der bis an die Ostgrenze der Türkei reicht.
Nach allen Versionen liegt der Taurus vollständig innerhalb der Türkei. Es scheint daher geboten und sinnvoll, der offiziellen Version der Türkei bezüglich der Ausdehnung und Untergliederung des Taurus zu folgen, zumal da keine der oben zitierten anderen Varianten zwingende Gründe für ihre Version haben dürfte.
Dieser Artikel beruht daher darauf, dass der Taurus im Südwesten der Türkei beginnt und an ihrer Ostgrenze endet und unterteilt wird in den Westlichen, den Mittleren und den Südöstlichen Taurus, der bis zur Ostgrenze der Türkei reicht.
Die einzelnen Gebirgszüge, aus denen diese lange Gebirgskette besteht und die meist keine deutschen Namen haben, können nicht in diesem Artikel, sondern nur in einer detaillierten Landkarte benannt werden.

## Westlicher Taurus
Der Westliche Taurus (türkisch Batı Toroslar) erstreckt sich danach von dem bei Gelemiş mündenden Eşen Çayı, dem antiken Xanthos () in einem Bogen um die Ebene von Antalya und folgt dann weiter der Mittelmeerküste in Richtung Südosten bis zum Längengrad 32°48′ Ost bzw. einer nicht exakt nord-südlich verlaufenden Linie zwischen Konya und Kap Anamur (), jenseits der er in den Mittleren Taurus übergeht.
Das – von Westen aus gesehen – erste bedeutende Gebirge im Westlichen Taurus sind die Agdağlar mit dem Uyluk Tepe (3016 m) (), während das weiter östlich liegende Bey Gebirge (Bey Dağları) mit dem Kızlar Sivrisi (3086 m) () den höchsten Berg hat.
Der westliche Teil des Westlichen Taurus zwischen dem Eşen Çayı bzw. dem antiken Xanthos lag im früheren griechischen Lykien und dem römischen Lycia, weshalb dieser Abschnitt auch Lykischer Taurus genannt wird. Dort befindet sich auch der Lykische Weg, der zwischen Fethiye und Antalya auf 509 km durch die Berge des Taurus und entlang der Lykischen Küste verläuft.

## Mittlerer Taurus

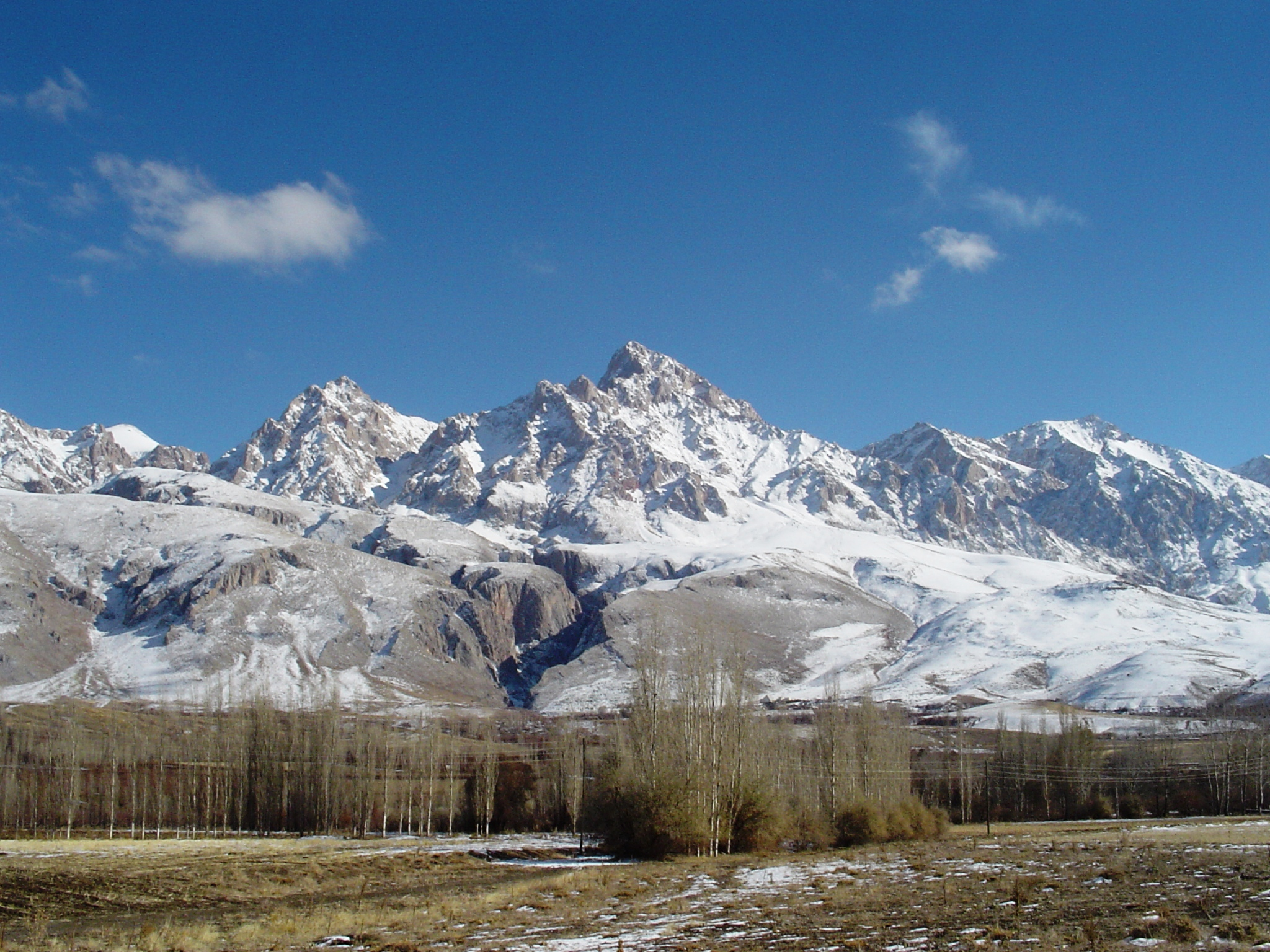
Demirkazık-Dağı-Gipfel in der Region Niğde

Der Mittlere Taurus (türkisch Orta Toroslar) schließt im Bereich des Längengrades 32° 48' Ost an den Westlichen Taurus an, erstreckt sich entlang der Mittelmeerküste Richtung Nordosten und bildet einen großen Bogen um die Tiefebene der Çukurova, bis er am Oberlauf des Ceyhan (Pyramos) in der Provinz Kahramanmaraş in den Südöstlichen Taurus übergeht.
Die Tiefebene Çukurova und Teile des Mittleren Taurus gehörten in der Antike zu Kilikien, weshalb der Mittlere Taurus auch der Kilikische Taurus genannt wird. Die Kilikische Pforte etwa 40 km nördlich von Tarsus ist der wichtigste Pass durch diesen Teil des Taurus.
Im Mittleren Taurus erreichen zahlreiche Berge Höhen zwischen 3000 und 3700 m. 40 km südöstlich der Stadt Niğde befindet sich die höchste Gebirgsregion des Mittleren Taurus: das Aladağlar-Gebirge, das 1995 zum Nationalpark erklärt wurde. Höchster Berg ist der Demirkazık Dağı (3756 m) () in der Provinz Niğde. Er galt als der höchste des gesamten Taurus, solange die kurz vor der östlichen Grenze der Türkei stehenden Hakkâri Dağlari mit dem deutlich höheren Uludoruk Tepesi (4135 m) nicht als Teil des Taurus angesehen wurden.

## Südöstlicher Taurus
Der Südöstliche Taurus (türkisch Güney Doğu Toroslar) erstreckt sich von dem Nur Dağları-Gebirge (auch Amanos Dağlari) bis an die östliche Grenze der Türkei, wo sich die Hakkari Dağları befinden.
Zählt man, wie die Türkei, die Hakkari Dağlari mit zum Südöstlichen Taurus, sind diese die höchste Gebirgsregion. Hier gibt es zwei über 4000 m hohe Berge: der bereits erwähnte Uludoruk Tepesi (4135 m) (), der zweithöchste Berg der Türkei, sowie der benachbarte Cilo Dağı (4116 m).
Im Südöstlichen Taurus befindet sich der Atatürk-Staudamm (), der den Euphrat zum größten Stausee der Türkei aufstaut.

## Innerer Taurus
Der Innere Taurus wird gelegentlich als eigenständiger Teil des Taurus genannt, der im Norden parallel zum mittleren Südöstlichen Taurus verläuft. Hier befinden sich die Quellgebiete von Euphrat und Tigris. Nach Norden hin geht der Innere Taurus in das Pontische Gebirge über.

## Geologie
Die Gebirgsketten des Taurus teilen sich in verschiedene Parallelketten und reichen stellenweise an die 4000 Meter heran. Die Erosion entlang geologischer Störungen und durch Flusstäler konnte mit der alpiden Hebung nicht ganz Schritt halten, weil die Gebirgsbildung hier besonders heftig war. Die Gebirge setzen sich in einem riesigen Bogen über die südöstliche Türkei und tausende Kilometer in das persische Elburs- bzw. Zagros-Gebirge und den Hindukusch fort. Viele dieser Regionen werden periodisch von Erdbeben und auch Vulkanismus betroffen, wenn sich Teile der Erdkruste verschieben.
Auch im östlichen Taurus treten in nordöstlicher–südwestlicher Richtung verlaufende parallele Kettensysteme auf, wie sie in Mittelanatolien typisch sind. Nach Osten fächern sie sich immer weiter auf. Die Höhe der einzelnen Gebirgszüge liegt zwischen 3000 und 4400 m, die Talbereiche zwischen den Höhenzügen um 2000 m.
Im Umkreis des Vansees – auf halbem Wege zwischen dem Nordirak und Armenien – treffen die Gebirgszonen des Taurus auf das Armenische Hochland. Hier haben ganze Ketten von Vulkanen mächtige vulkanische Decken entstehen lassen. Neben dem Ararat (5137 m) () und dem Berg Süphan (4058 m) () sind der Vulkan Nemrut (3050 m) () und weiter westlich der Erciyes Dağı (3891 m) () und der Hasan Dağı (3268 m) () zu erwähnen.
Das Hochland ist intensiv gefaltet und bildete eine Vielzahl von tektonischen Becken, die durch Flusssedimente teilweise zu Ebenen wurden. Dadurch finden sich in der Region auch mehrere große Seen.